# P/1921 H1 (Dubiago)
P/1921 H1 (Dubiago) – kometa krótkookresowa, należąca do rodziny komet typu Halleya oraz obiektów NEO.

## Odkrycie
Kometa została odkryta 24 kwietnia 1921 roku. Odkrył ją Aleksandr Dubiago w obserwatorium uniwersyteckim w Kazaniu.

## Orbita komety i właściwości fizyczne
Orbita komety P/1921 H1 (Dubiago) ma kształt elipsy o mimośrodzie 0,92. Jej peryhelium znajduje się w odległości 1,11 j.a., aphelium zaś 30,33 j.a. od Słońca. Jej okres obiegu wokół Słońca wynosi 62,35 roku, nachylenie do ekliptyki to wartość 22,32˚.
Jądro tej komety miało rozmiary maks. kilku km.